# Gail Kobe
Gail Kobe (ur. 19 marca 1932 w Hamtramck, zm. 1 sierpnia 2013 w Los Angeles) – amerykańska aktorka filmowa i telewizyjna.

## Filmografia
seriale
- 1954: Studio 57
- 1955: Alfred Hitchcock przedstawia jako Jessie Bridges
- 1957: Maverick jako Theodora Rush
- 1967: Mannix jako Ginny Freeman
- 1969: Bright Promise jako Ann Boyd Jones

film
- 1955: Na wschód od Edenu jako Studentka
- 1958: Gunsmoke in Tucson jako Katy Porter
- 1975: The Legend of Lizzie Borden jako Alice Russell